# Dobromirka, Gabrovo
Dobromirka (în bulgară Добромирка) este un sat în comuna Sevlievo, regiunea Gabrovo,  Bulgaria. 

## Demografie
Componența etnică a satului Dobromirka
     Romi (6,05%)
     Turci (18,43%)
     Bulgari (70,15%)
     Nicio identificare (5,36%)
La recensământul din 2011, populația satului Dobromirka era de 727 locuitori. Din punct de vedere etnic, majoritatea locuitorilor (70,15%) erau bulgari, existând și minorități de turci (18,43%) și romi (6,05%). Pentru 5,36% din locuitori nu este cunoscută apartenența etnică.